# Boffalora sopra Ticino
Boffalora sopra Ticino is een gemeente in de Italiaanse metropolitane stad Milaan (regio Lombardije) en telt 4313 inwoners (31-12-2004). De oppervlakte bedraagt 7,5 km², de bevolkingsdichtheid is 609 inwoners per km².
De volgende frazioni maken deel uit van de gemeente: Pontenuovo di Boffalora, Località Magnana.

## Demografie
Boffalora sopra Ticino telt ongeveer 1717 huishoudens. Het aantal inwoners steeg in de periode 1991-2001 met 3,4% volgens cijfers uit de tienjaarlijkse volkstellingen van ISTAT.
| Jaar | Inwoneraantal |
| ---- | ------------- |
| 1991 | 4125          |
| 2001 | 4265          |

## Geografie
De gemeente ligt op ongeveer 120 m boven zeeniveau.
Boffalora sopra Ticino grenst aan de volgende gemeenten: Marcallo con Casone, Bernate Ticino, Magenta, Trecate (NO), Cerano (NO).

## Externe link

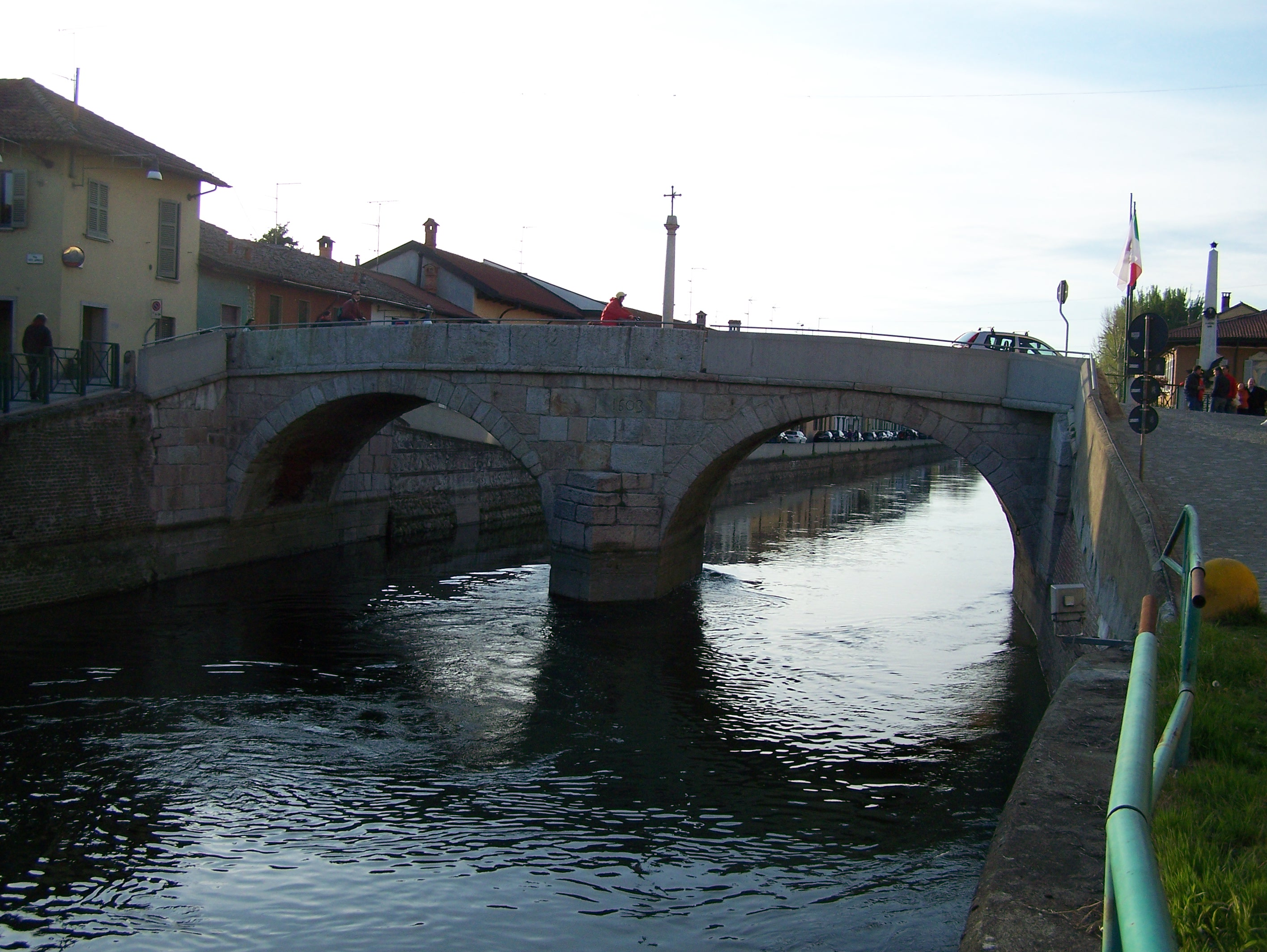
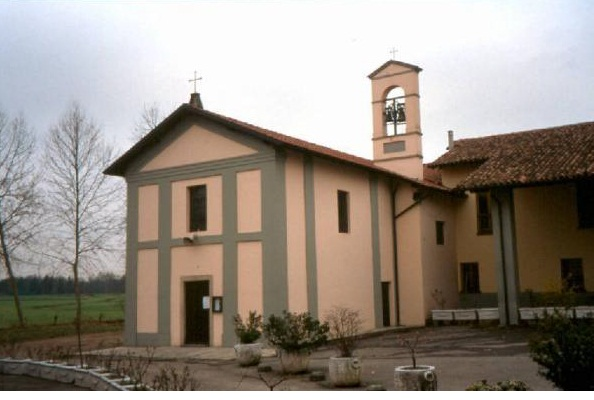
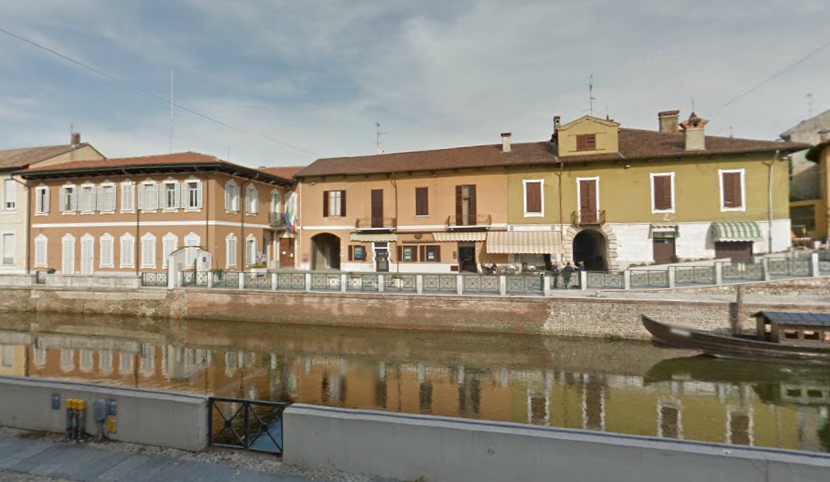
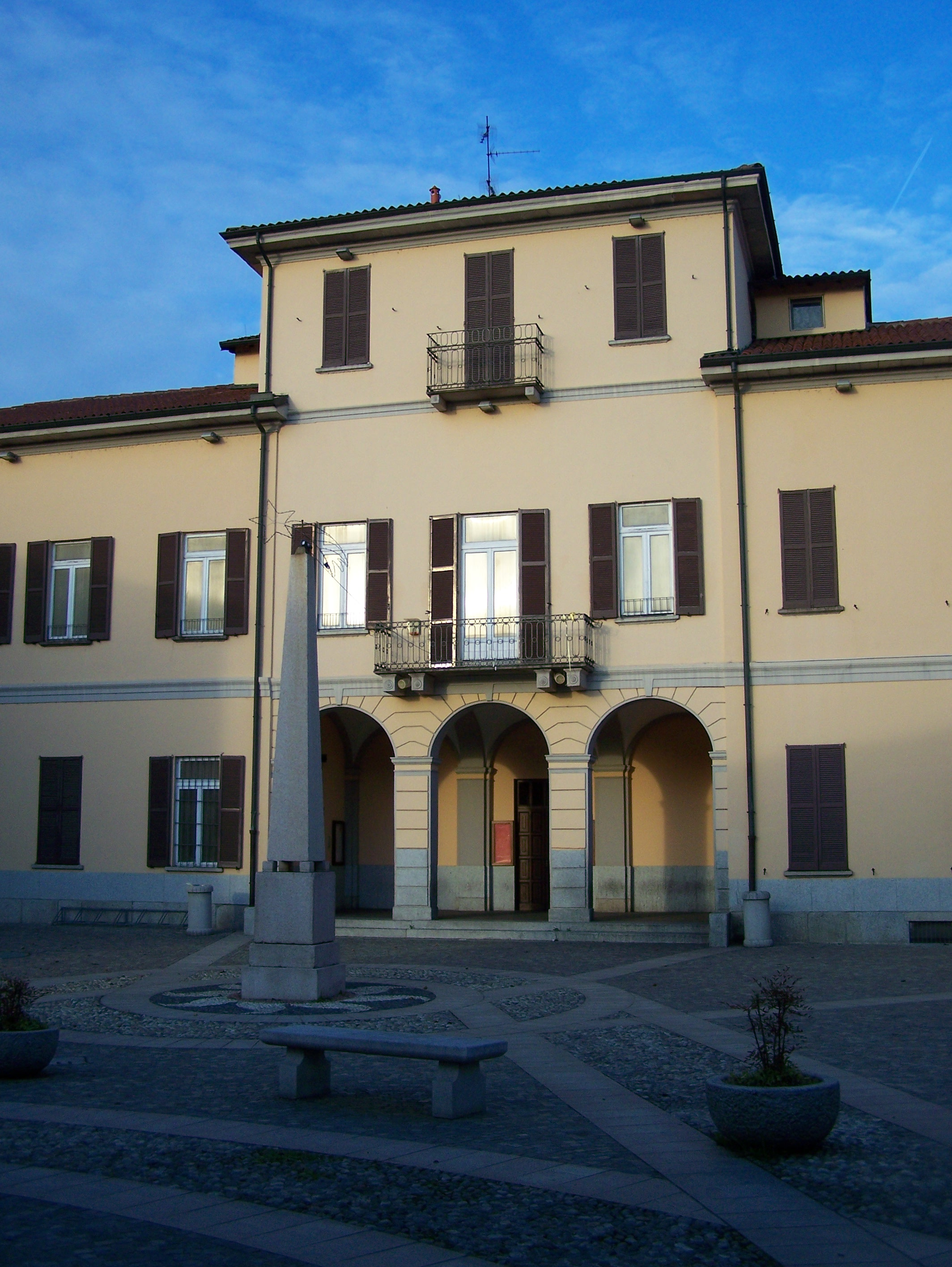
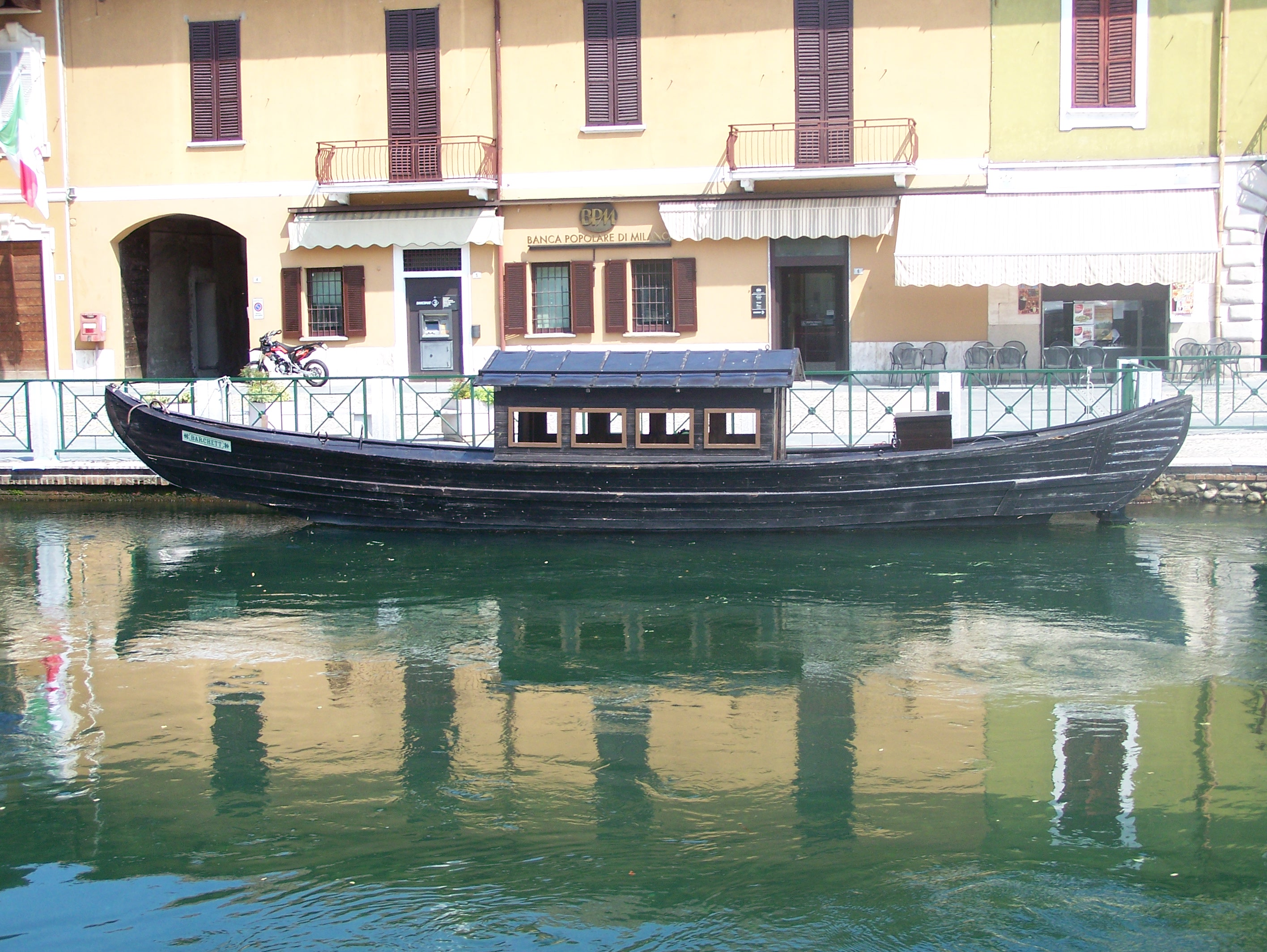